# Goleam Dervent, Iambol
Goleam Dervent (în bulgară Голям Дервент) este un sat în comuna Elhovo, regiunea Iambol,  Bulgaria. 

## Demografie
Componența etnică a satului Goleam Dervent
     Bulgari (65,57%)
     Nicio identificare (34,42%)
     Altele (0%)
La recensământul din 2011, populația satului Goleam Dervent era de 61 locuitori. Din punct de vedere etnic, majoritatea locuitorilor (65,57%) erau bulgari. Pentru 34,42% din locuitori nu este cunoscută apartenența etnică.